# Carlo Galimberti
Carlo Galimberti (né le 2 août 1894 à Rosario, en Argentine, mort le 10 août 1939 à Milan) est un haltérophile italien, de la catégorie des poids moyens.
Il remporte trois médailles olympiques dont le titre de champion en 1924 à Paris. Il est porte-drapeau lors des Jeux olympiques de 1928 à Amsterdam.

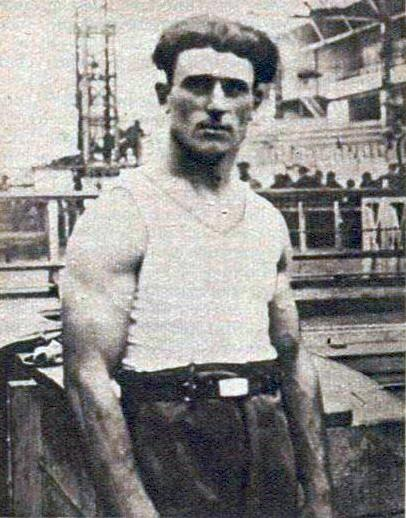
Carlo Galimberti, champion olympique des poids mi-lourds en 1924.

## Hommage
Le 7 mai 2015, en présence du président du Comité national olympique italien (CONI), Giovanni Malagò, a été inauguré  le Walk of Fame du sport italien dans le parc olympique du Foro Italico de Rome, le long de Viale delle Olimpiadi. 100 tuiles rapportent chronologiquement les noms des athlètes les plus représentatifs de l'histoire du sport italien. Sur chaque tuile figure le nom du sportif, le sport dans lequel il s'est distingué et le symbole du CONI. L'une de ces tuiles lui est dédiée .